# Facial

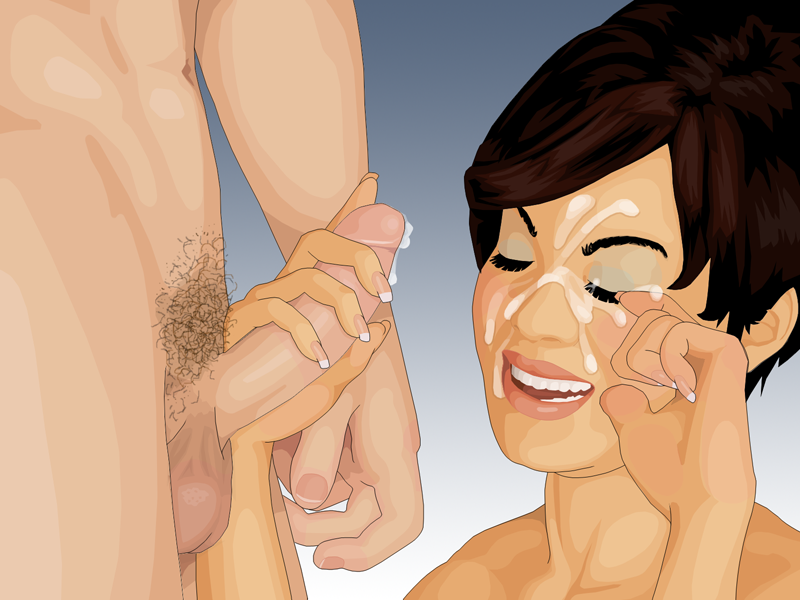
Rappresentazione di un facial, un maschio eiacula sul volto della partner

Il termine facial (in esteso: facial cumshot) è la pratica sessuale in cui un uomo dirige la propria eiaculazione sul volto del partner, di solito a seguito di una masturbazione o di un rapporto orale. A differenza del bukkake, che di solito implica un'attività sessuale di gruppo, e quindi l'emissione di una considerevole quantità di sperma sul viso del soggetto passivo, il facial riguarda la conclusione di un rapporto a due, fra un uomo e una donna o fra due uomini.
Dal punto di vista psicologico, il facial comporta una suggestione particolarmente forte in chi lo pratica, dovuta alla centralità del volto dell'altro nella relazione di coppia: in un certo modo, il viso rappresenta il luogo centrale della manifestazione di sentimenti, emozioni e in generale della personalità del partner.